# 王文成

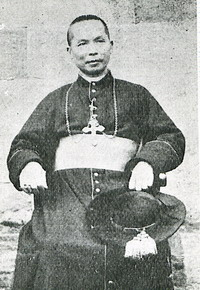
王文成

王文成（1888年—1961年1月28日），圣名保禄，男，四川安岳人，天主教顺庆教区首任主教（1929年-1961年）。

## 生平
1888年，王文成出生于中国四川省安岳县，就读于成都教区修院，1910年22岁晋升神甫。1929年8月2日，教廷宣布从成都代牧区分设顺庆府代牧区，12月2日由王文成任首任宗座代牧。1930年由刚恒毅总主教祝圣。1933年赴罗马朝圣 ，教宗比约十一世委其赴比利时本笃修院，祝圣陆徵祥为神父。
1946年4月11日，顺庆府代牧区改为顺庆教区，王文成为正权主教。1957年当选中国天主教爱国会副主席，全国政协第二、三届委员，后来祝圣成都教区李熙亭主教。1961年1月28日遭遇车祸去世。